# 波佩納峰
46°34′36″N 12°12′28″E / 46.576799°N 12.20782°E

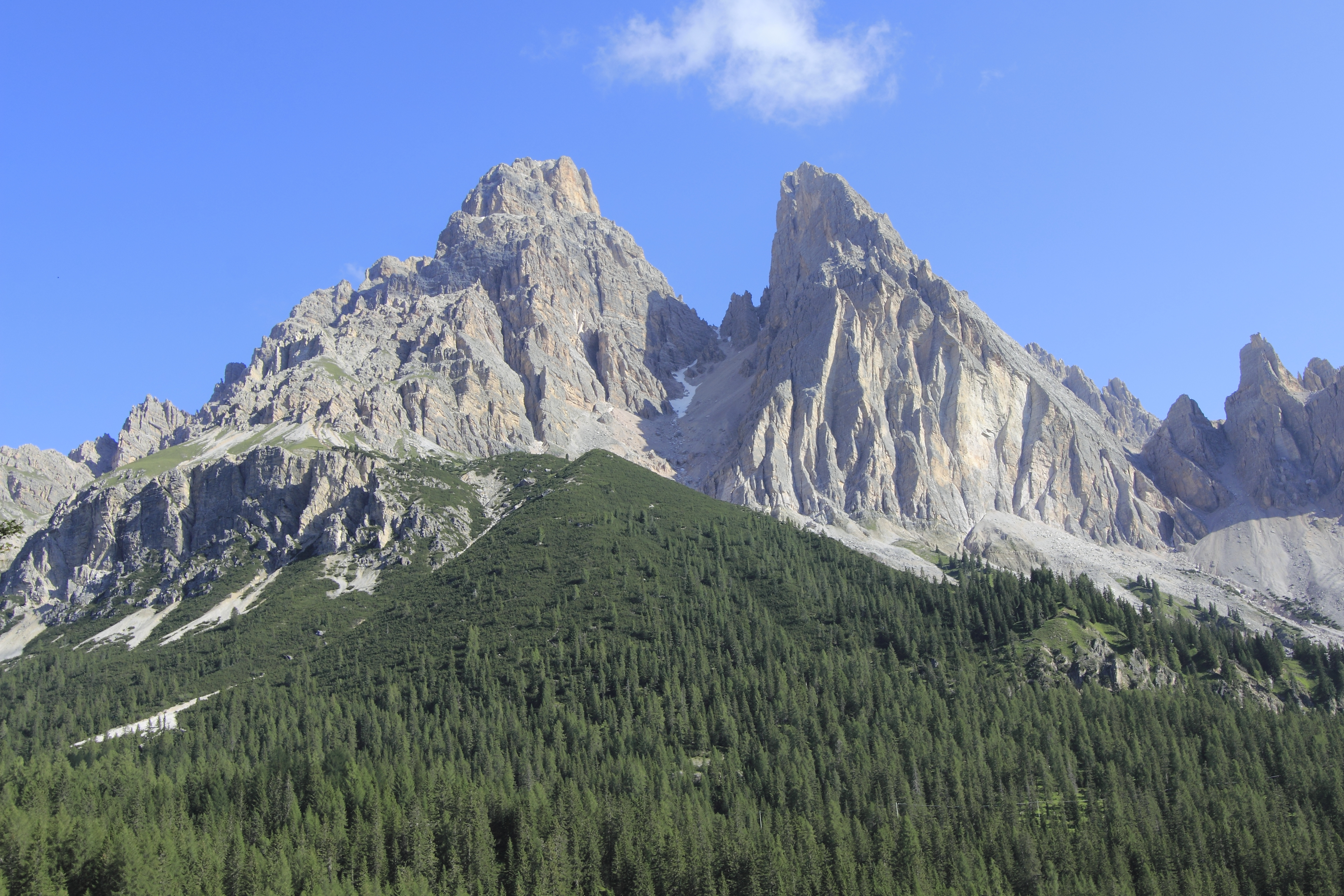

波佩納峰（義大利語：Piz Popena），是意大利的山峰，位於該國東北部，由貝盧諾省負責管轄，屬於多洛米蒂山的一部分，海拔高度3,152米，人類在1870年6月16日首次登頂。